# Rhopus olgae
Rhopus olgae är en stekelart som beskrevs av Svetlana N. Myartseva 1982. Rhopus olgae ingår i släktet Rhopus och familjen sköldlussteklar.
Artens utbredningsområde är Turkmenistan. Inga underarter finns listade i Catalogue of Life.